# قبیبات العاصی
قبیبات العاصی (به عربی: قبیبات العاصی) یک روستا در سوریه است که در حماه واقع شده‌است. قبیبات العاصی ۱٬۰۵۸ نفر جمعیت دارد.